# La Paz Centro
La Paz Centro là một khu tự quản thuộc tỉnh León, Nicaragua. Khu tự quản La Paz Centro có diện tích 692 ki lô mét vuông. Đến thời điểm năm 2005, huyện La Paz Centro có dân số 28118 người.